# Сила порождает право
Сила порождает право — афоризм о происхождении морали, с одновременно описывающим и предписывающим значениями. Первым его употребил в 1846 году американский пацифист и аболиционист Эдин Баллу (1803–1890), написав: «Но теперь, вместо дискуссий и споров, грубая сила поднимается на помощь ошибочным ошибкам и сокрушает истину прямо в пыль. „Сила даёт право“, и седая глупость продолжает свою безумную карьеру в сопровождении армий и флотов».
В описательном плане, данный афоризм утверждает, что взгляд общества на морально-этические нормы, что верно, а что нет, определяется теми, кто стоит у власти. Данное значение крайне близко по смыслу к другому известному афоризму — «Историю пишут победители». Это означает то, что, несмотря на то, что у каждого человека свои личные представления о добре и зле, только достаточно сильные, чтобы преодолеть все препятствия на своём пути, могут претворить свои идеи в жизнь и закрепить свои личные стандарты как общепризнанные в обществе в целом. Американский философ Уильям Пепперел Монтегю определял кратократию или же кратерократию (от греческого κρατερός (кратерос), что означает «сильный») как правительство, основанное на принудительной власти тех, кто достаточно силён, чтобы удерживать её через физическую силу или демагогических манипуляций.
Афоризм «Сила порождает право» был описан как кредо тоталитарных режимов. Немецкий социолог Макс Вебер проанализировал взаимоотношения между государственной властью и моральным авторитетом в книге «Экономика и Общество». Последователи школы реализма в международной политике используют эту фразу для описания «естественного состояния», в котором сила определяет отношения между различными государствами.
В предписательном (или же нормативном) смысле, эта фраза используется уничижительно, для выражения протеста против тирании.
Также фраза иногда имеет позитивный оттенок в контексте господствующей морали или среди социал-дарвинистов, которые считают, что самые сильные члены общества должны править, а также определять стандарты добра и зла и цели, во имя большего блага.